# Marvin Esser
Marvin Esser (* 5. Januar 1994 in Diez) ist ein deutscher Fußballspieler. Der Abwehrspieler spielt seit Sommer 2012 beim SV Wehen Wiesbaden.

## Karriere
Esser spielte in seiner Jugend bei der SpVgg Steinefrenz-Weroth, der SpVgg EGC Wirges, der TuS Koblenz sowie beim 1. FSV Mainz 05. In der A-Jugend des FSV Mainz war er jedoch kein Stammspieler. Im Jahr 2012 wechselte er auf die andere Rheinseite zum SV Wehen Wiesbaden. Dort wird er vor allem in der zweiten Mannschaft eingesetzt. Am letzten Spieltag der Saison 2012/13 feierte er bei der 2:4-Niederlage gegen den Karlsruher SC sein Profidebüt in der 3. Liga.